# Francis Cowper (7e comte Cowper)
Francis Thomas de Gray Cowper, 7e comte Cowper (11 juin 1834 - 18 juillet 1905) est un homme politique libéral britannique. Il est Lord lieutenant d'Irlande de 1880 à 1882.

## Jeunesse
Cowper (prononcé "Cooper") est le fils aîné de George Cowper (6e comte Cowper), et de son épouse Anne de Gray, 7e titulaire de la baronnie de Lucas de Crudwell, fille de Thomas de Grey (2e comte de Grey). Il fait ses études à la Harrow School et à l'Université d'Oxford.
Il est cornet dans les Yorkshire Hussars le 19 février 1852. Le 22 novembre 1855, son père le nomme sous-lieutenant de Kent.

## Carrière politique
Cowper entre à la Chambre des lords à la mort de son père en 1856 et sert sous William Ewart Gladstone comme capitaine de l'honorable Corps of Gentlemen-at-Arms (whip en chef du gouvernement à la Chambre des Lords) de 1871 à 1874 et comme Lord lieutenant d'Irlande de 1880 à 1882. Il devient chevalier de la jarretière en 1865 et est admis au Conseil privé en 1871.
En dehors de sa carrière politique, Cowper est Lord Lieutenant du Bedfordshire entre 1861 et 1905. Il est également sous-lieutenant du Nottinghamshire et du Kent.
En 1871, Cowper réussit à obtenir la seigneurie écossaise de Dingwall et la baronnie anglaise de Butler, qui était sous séquestre depuis 1715, et il devient également le 4e Lord Dingwall et le 3e baron Butler. En 1880, il succède à sa mère comme 8e baron Lucas.

## Famille
Lord Cowper épouse Katrine Compton, fille de William Compton (4e marquis de Northampton), en 1870. Le couple est sans enfant. Cowper est décédé en juillet 1905, à l'âge de 71 ans. À sa mort, la baronnie de Ratlingcourt, la baronnie de Cowper, la vicomté de Fordwich et le comté de Cowper s'éteignent. Il est remplacé dans la baronnie de Lucas de Crudwell et la seigneurie de Dingwall par son neveu, Auberon.
Parce que Lord Cowper est décédé sans héritiers et qu'il n'y a aucun autre descendant de la lignée masculine du premier comte Cowper au moment de sa mort, ses vastes domaines sont divisés entre les descendants de ses trois sœurs mariées (Florence Herbert, Adine Fane et Amabel, Mark Kerr); 
- Le fils de Lady Florence, Auberon, succède à son oncle dans la baronnie de Lucas de Crudwell et la seigneurie de Dingwall et hérite également de la partie de Gray des domaines Cowper, notamment Wrest Park dans le Bedfordshire.
- La fille de Lady Adine et unique enfant survivant, Ethel, étant la pupille de Lord Cowper et la nièce préférée, hérite de Panshanger, le siège principal du Cowper dans le Hertfordshire.
- Les descendants de Lady Amabel, qui sont ensuite marquis de Lothian, héritent de la partie de Melbourne des domaines Cowper, notamment Brocket Hall dans le Hertfordshire et Melbourne Hall dans le Derbyshire.